# Filatelistyka

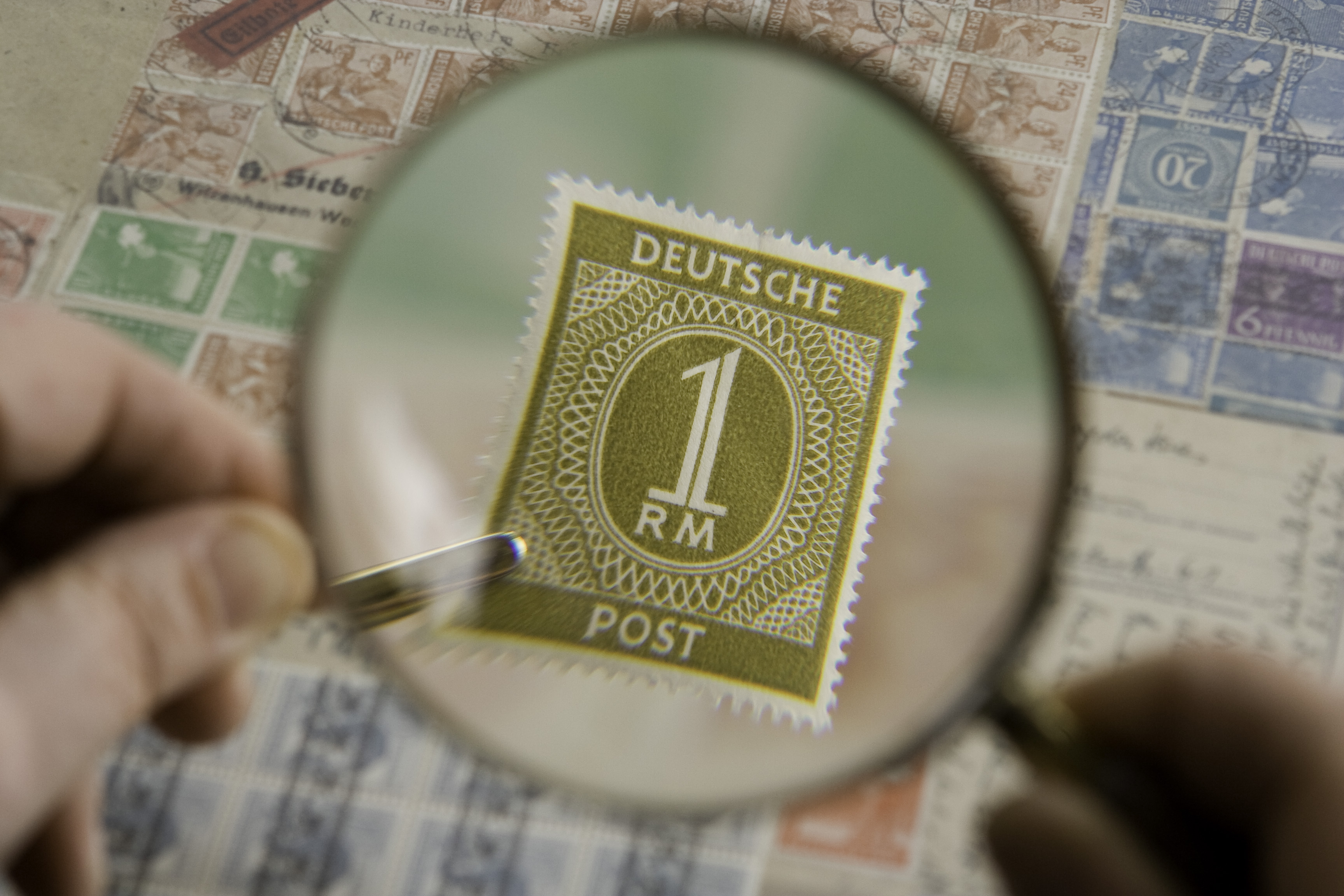
Filatelistyka

Filatelistyka – rodzaj hobby polegającego na kolekcjonowaniu wszelkiego rodzaju walorów pocztowych (głównie znaczków pocztowych).
Filatelistyka powstała równocześnie z wprowadzeniem pierwszych znaczków pocztowych w 1840 r. Pierwsze stowarzyszenie zrzeszające filatelistów zorganizowano w Belgii w latach 50. XIX w., natomiast pierwsze polskie stowarzyszenie tego typu założono w Krakowie w 1893 r. W 1926 r. założono Międzynarodową Federację Filatelistyki, a w 1950 r. w Polsce powstał Polski Związek Filatelistów. Współcześnie liczbę osób zajmujących się filatelistyką szacuje się na około 200 mln.
Osobę zajmującą się tego rodzaju hobby nazywa się filatelistą. Nazwa ta powstała w 1864 r. i pochodzi z dwóch greckich wyrazów – philein i ateleia, których połączenie w dosłownym znaczeniu oznacza zamiłowanie do zbierania znaczków pocztowych. Autorem tego zestawienia był francuski kolekcjoner Georges Herpin.

## Przedmiot zainteresowania

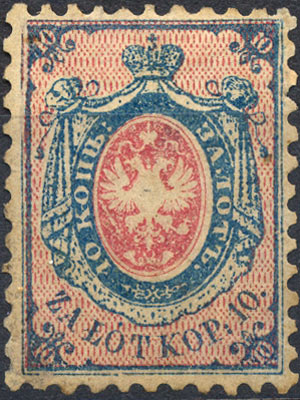
Pierwszy znaczek pocztowy Królestwa Polskiego, 1860

Zainteresowaniem filatelistów oprócz znaczków pocztowych cieszą się również:
- koperty FDC
- znaczki z pustopolami
- nowodruki i czarnodruki
- próby
- makulatura
- znaczki z przywieszkami.
- datowniki okolicznościowe
- całostki
- całości pocztowe
- kryptoznaczki[2]

## Dzień Filatelisty
W Polsce filateliści mają swoje święto, które obchodzą 6 stycznia, jako Dzień Filatelisty.
Data upamiętnia powołanie stowarzyszenia filatelistycznego, "Klubu Filatelistów", w 1893 roku w Krakowie (w czasach zaborów, na terenie Galicji).

## Ekspertyza filatelistyczna
Ważnym elementem dyscypliny jest ekspertyza filatelistyczna, czyli opinia pisemna wykonana przez eksperta filatelistycznego w zakresie badania oryginalności waloru filatelistycznego, wykonana w formie fotoatestu na specjalnie do tego przeznaczonym formularzu, lub w formie potwierdzenia poprzez umieszczenie na walorze filatelistycznym pieczęci imiennej oraz własnoręcznego podpisu.

## Literatura filatelistyczna

### Czasopisma
- „Filatelista” wydawane przez Polski Związek Filatelistów (archiwum wydań)
- „Przegląd filatelistyczny” wydawane przez PHU Fischer z Bytomia

### Książki
- „Encyklopedia Filatelistyki”, Wydawnictwo Naukowe PWN, Warszawa 1993.
- Otton Gross, Kazimierz Gryżewski „Podróże w świecie znaczków”, Wydawnictwo Glob, Szczecin 1987.
- Włodzimierz Goszczyński „Filatelistyka współczesna”, Wydawnictwo Libra, Warszawa 1990.
- Stefan Jakucewicz „Techniki drukowania znaczków pocztowych”, Wydawnictwo Literackie, Kraków 1988.
- Antoni Kurczyński „Filatelistyka tematyczna”, Wydawnictwa Komunikacji i Łączności, Warszawa 1992.
- Janina Wierzbowska i Andrzej Piwowarczyk „Jarmark znaczków polskich”, Instytut Wydawniczy Nasza Księgarnia, Warszawa 1966.
- Adam Kiełbasa-Schoeni i Stanisław Fołta „Podręcznik specjalizowany polskich znaczków pocztowych 1944-1999”, U Marka, Basel-Gliwice 2002.